# Хамор Зиада
Хамор Зиада(арап. حمور زيادة, Картум, 1979) судански писац и новинар.  

## Књиге
- سيرة أم درمانية، مجموعة قصصية (2008)
- الكونج (2010)
- النوم عند قدمي الجبل  (2014)
- شوق الدرويش (2014)

## Награде
- Медаља Нагиб Махфуз, 2014
- Међународна награда за арапску фантастику, 2015